# Traves (Turijn)
Traves is een gemeente in de Italiaanse provincie Turijn (regio Piëmont) en telt 539 inwoners (31-12-2004). De oppervlakte bedraagt 10,7 km², de bevolkingsdichtheid is 50 inwoners per km².

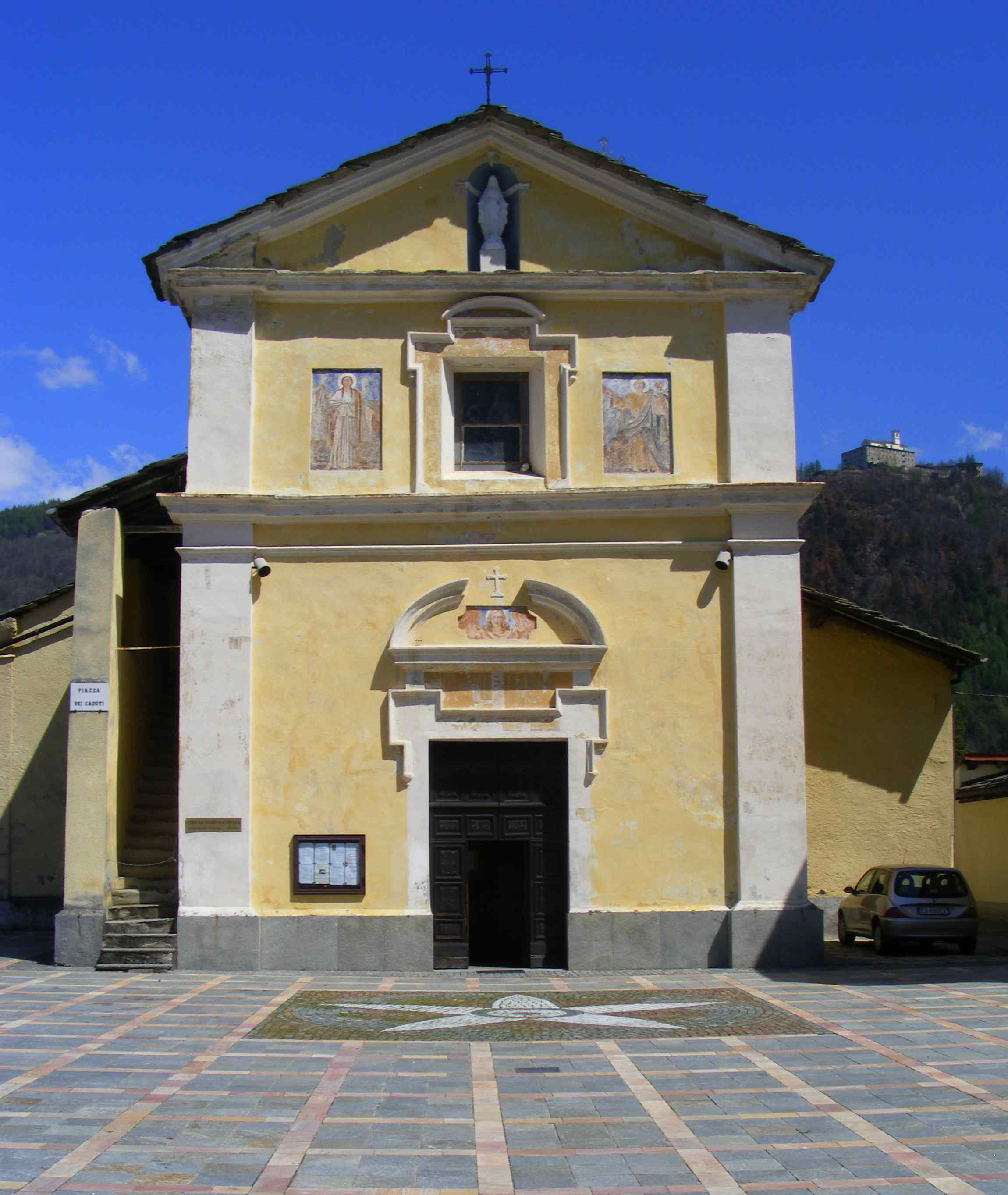
Kerk van Sant Ignazio
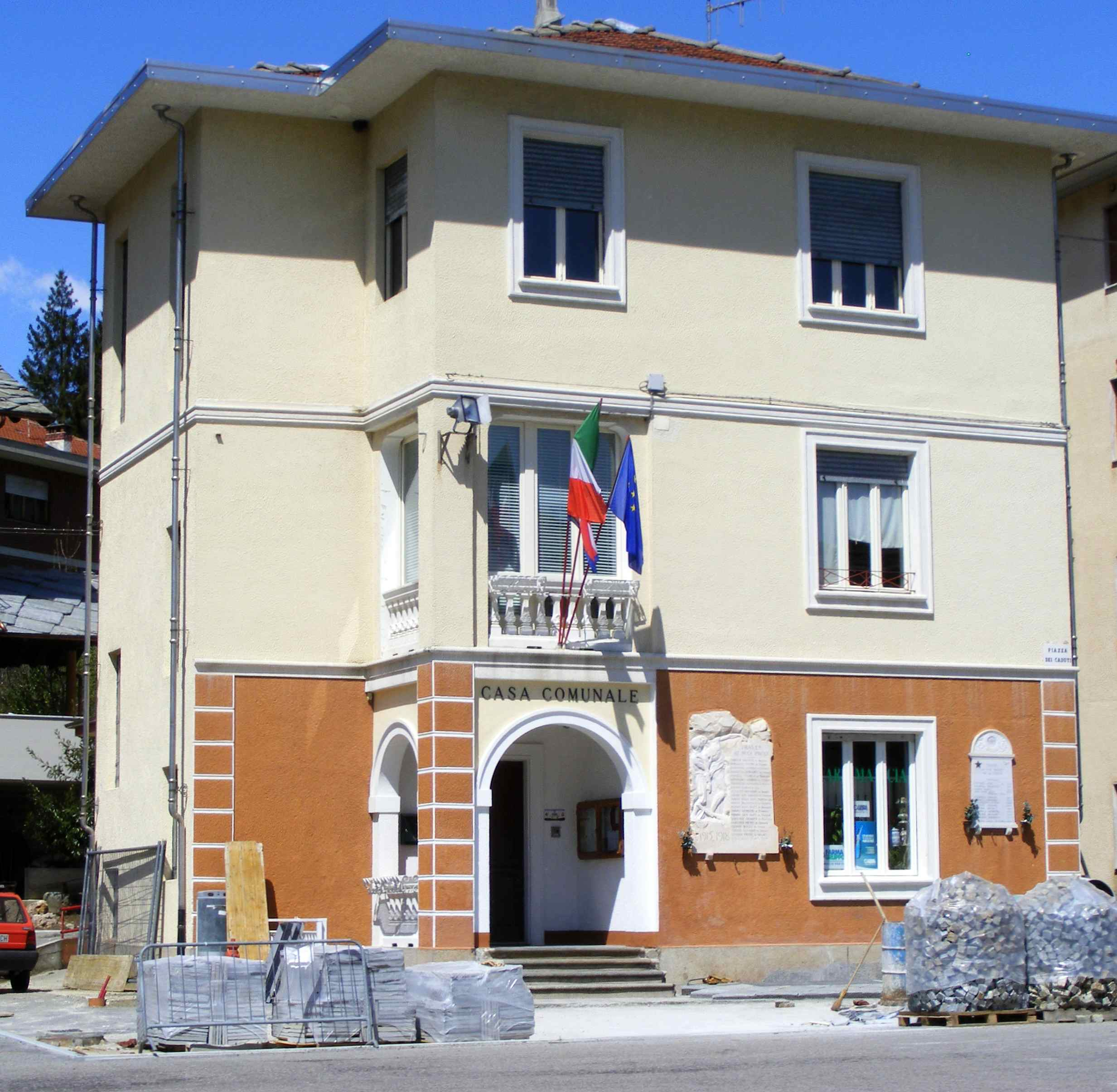
Gemeentehuis
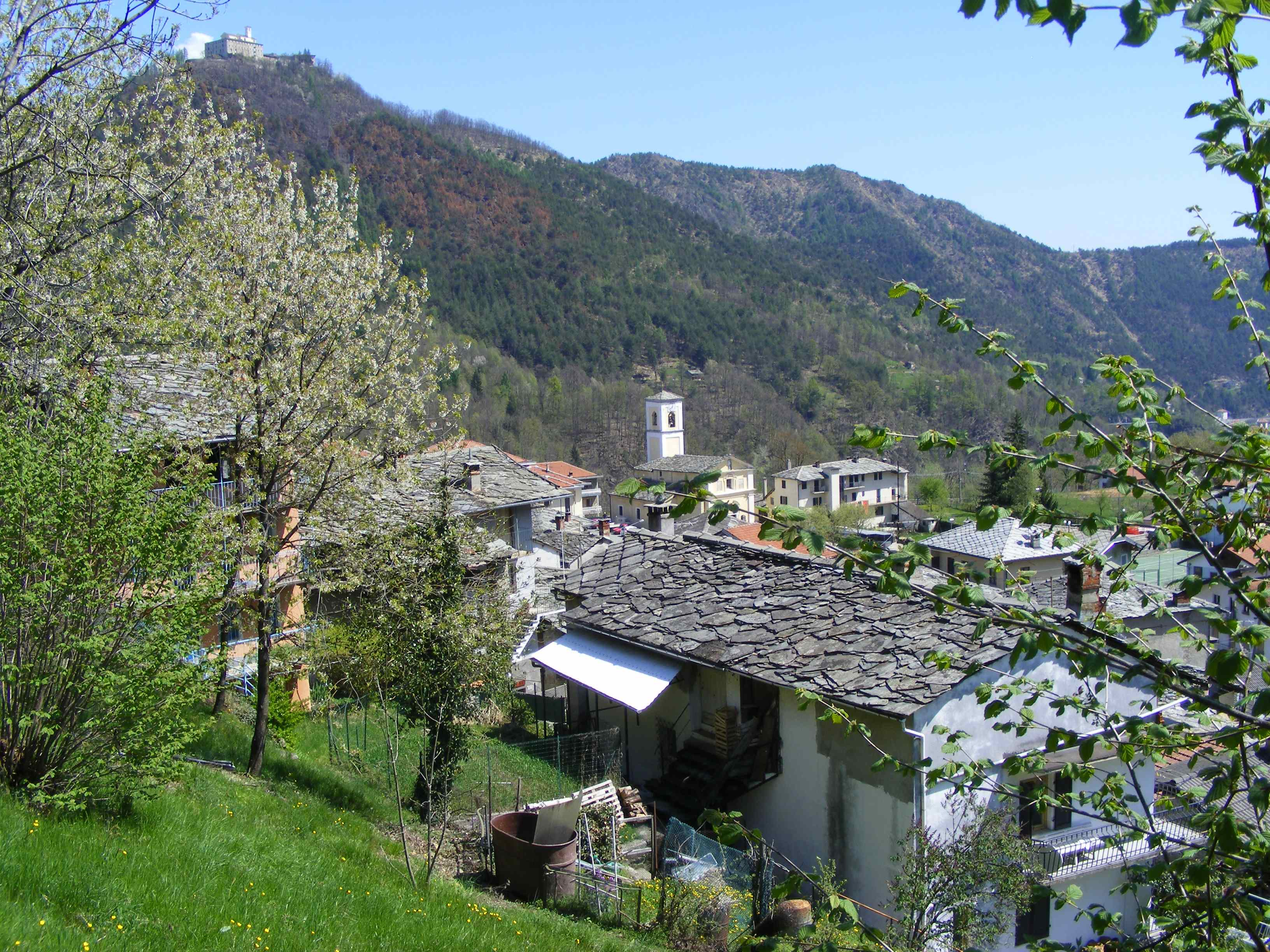
Traves

## Demografie
Traves telt ongeveer 275 huishoudens. Het aantal inwoners steeg in de periode 1991-2001 met 7,7% volgens cijfers uit de tienjaarlijkse volkstellingen van ISTAT.
| Jaar | Inwoneraantal |
| ---- | ------------- |
| 1991 | 506           |
| 2001 | 545           |

## Geografie
De gemeente ligt op ongeveer 628 m boven zeeniveau.
Traves grenst aan de volgende gemeenten: Mezzenile, Pessinetto, Viù, Germagnano.